# Horea Popescu
Horea Popescu (n. 25 ianuarie 1926, Zlatna – d. 24 ianuarie 2010, București) a fost un regizor român.

## Biografie
S-a născut într-o familie ardeleană din Zlatna, cu tatăl Popescu Gheorghe, protopop ortodox român, iar mama, Victoria, învățătoare. A avut două surori, una profesor universitar, iar cealaltă medic. 

## Studii
Liceul l-a început la Orăștie („A. Vlaicu” clasele I-IV ), apoi Alba Iulia (Liceul „M. Viteazu”, (clasele V- VI), iar la Liceul „A. Șaguna” (clasele V-VIII  - și tot acolo a obținut și bacalaureatul în 1944).
În anul 1949 a terminat studiile juridice ale Facultății de Drept din București ca „Licențiat în Drept”.
În 1953 a obținut „Diploma republicană” (deoarece calificativul general a fost „foarte bine”) ca absolvent al  Institutului de Artă Teatrală și Cinematografică din București, Facultatea de Regie.

## Funcții deținute
În perioada 1953-1964 a fost angajat la Teatrul C.F.R. Giulești ca asistent regizor, apoi regizor artistic și mai apoi regizor principal al acelui teatru.
Tot în acești ani, în paralel a desfășurat și o activitate didactică meritorie la Institutului de Artă Teatrală și Cinematografică din București. A trecut de la preparator la asistent al Facultății de regie, apoi lector al aceleiași facultăți, trecând apoi la catedra de artă a actorului, ca și conferențiar.
Cu acest grad profesional a părăsit Institutul pentru a fi angajat în principal la studioul cinematografic Buftea și, cu o jumătate de normă, ca regizor al Teatrului Național „I.L. Caragiale” în 1964.
În anul 1968 a fost numit însă director artistic al Teatrului Național, la cererea și insistențele directorului general al Teatrului, scriitorul Zaharia Stancu. A rămas director artistic până în aprilie 1990, aproape 23 de ani. 
Din 1993 până în 1997 a fost director al tuturor instituțiilor de spectacol (operă, muzică, teatru, circ, păpuși, estradă, concerte, festivaluri - inclusiv Festivalul „George Enescu”). 
În februarie 2001 a fost numit în Ministerul Culturii ca director general al instituțiilor de spectacol.

## Activitate artistică
Horea Popescu a realizat cam 70 de montări teatrale, cinci filme artistice de lung metraj, mai multe spectacole TV, prospectând o arie întinsă de autori și stiluri, activând la diverse teatre din țară și de peste hotare atât ca regizor și ca scenograf.
Deși a scris și publicat sute de articole pe teme diverse de gândire și creație artistică, ele nu au fost sistematizate încă pentru a fi adunate, ordonate și republicate la un loc, constituind ceea ce se cheamă îndeobște „o carte”. De altfel, un regizor se definește mai cu seamă prin spectacol. Iar ceea ce se scrie despre acest spectacol aparține altora, în măsura în care nu există probele filmate.

## Teatru

### Spectacolele sale de importanță și referință
- “Ascensiunea lui Arturo Ui” poate fi oprită de Bertolt Brecht Teatrul Giulești, 1963
- “Moartea unui artist” de Horia Lovinescu, Teatrul Național București, 1964
- “Aristocrații de Pogodin”, Teatrul Giulești, 1959
- “Castiliana” de Lope de Vega, Teatrul Național, 1966
- “Thomas Becket” de J. Anouilh, Teatrul Național, 1967
- "Un fluture pe lampă" de Paul Everac, 1972
- “Danton” de Camil Petrescu, Teatrul Național, 1974
- “Richard al III-lea” de William Shakespeare, regie și decor, Teatrul Național, 1976
- "Gaițele" de Alexandru Kirițescu, 1977
- "Generoasa fundație" de Antonio Buerro Valejo, 1978
- "Caligula" de Albert Camus, 1980
- “Ploșnița” de Maiakovski, Teatrul Național, 1983, regie și decor
- "Zbor deasupra unui cuib de cuci" de Duke Wesserman, 1983
- “Moștenirea” de Titus Popovici, Teatrul Național, 1989

### În ultimii ani, după revoluție
- ”Avram Iancu” de Lucian Blaga, Teatrul Național București, martie 1991, și apoi aceiași piesă la Teatrul Național Cluj
- ”Ondine” de Jean Giraudoux, spectacol care s-a bucurat de cea mai mare audiență a publicului
- ”Rivalii” de Sheridan, Teatrul Național București
- ”Profesionistul” de Dusan Kovacevici, regie și decor, Teatrul Național București, premiat la Festivalul piesei originale sârbe de la Novi Sad în 1996
- ”Moartea unui comis voiajor” de Arthur Miller, regie, scenografie și adaptare, 2000
- ”Tărâmul celălalt” de Dusan Kovacevic, 2002 (ultima sa montare la TNB)

### A mai realizat spectacole la următoarele teatre
- Teatrul Național Iași
- Mihail Bulgakov, ”Cabala bigoților” (semnează și scenografia), 1996
- Branislav Nusici, ”Doamna Ministru”, 1997
- Teatrul „Sică Alexandrescu”
- Dușan Kovacevici, ”Tărâmul celălalt”, 1997
- Teatrul „Odeon” cu ocazia împlinirii a 40 de ani de activitate
- ”Domnișoara Nastasia” de G.M. Zamfirescu

### Turnee în străinătate
- Iugoslavia, 1968 - ”Moartea unui artist” de Horia Lovinescu
- Cehoslovacia, 1969 - ”Coana Chirița” de Tudor Mușatescu după Vasile Alecsandri
- Franța, Teatrul Națiunilor, 1970 – ”Coana Chirița” de Vasile Alecsandri și Tudor Mușatescu
- URSS, 1971 - ”Coana Chirița”
- Iugoslavia, 1977 - ”Coana Chirița” și ”Beckett” de Anouilh
- Bulgaria, 1976 - ”Danton” de Camil Petrescu și ”Un fluture pe lampă” de Paul Everac
- Ungaria, 1974 - ”Coana Chirița” și ”Un fluture pe lampă” de Paul Everac
- Germania, 1976 - ”Richard al III-lea” de W. Shakespeare și ”Coana Chirița”
- URSS, 1979 - ”Generoasa Fundație” de Buero Vallejo
- Paris, 1980 - ”Generoasa Fundație” la Teatrul Națiunilor
- USA și Canada, 1996 - ”Profesionistul”

### Spectacole montate în străinătate
- ”Mutter Courage” de Bertolt Brecht, Teatrul Național din Belgrad, 1972 - Premiul „Cel mai bun spectacol” al orașului Belgrad
- ”Măsură pentru măsură” de William Shakespeare, Teatrul Național din Belgrad, 1974
- ”Oedip rege” de Sofocle, Teatrul Național din Belgrad, 1979
- ”Peer Gynt” de Ibsen – Teatrul Național din Zagreb pentru „Cel mai bun spectacol al anului 1977”
- ”Maestrul și Margareta” de Mihail Bulgakov, Teatrul Național Croat din Zagreb
- ”Cabala bigoților” de Mihail Bulgakov, Teatrul Național din Szeged, Ungaria,
- ”Mobilă și durere” de Teodor Mazilu, Teatrul Gogol din Moscova, 1984
- ”Ondine” de J. Giraudoux, Teatrul Național Croat Zagreb, 1991

## Filmografie

### Regizor
- Omul de lângă tine (1960)
- Dragostea lungă de o seară (1962)
- De trei ori București, un triptic realizat împreună cu Gopo și Mihai Iacob, partea sa fiind „Aterizare forțată”.
- Cuibul de viespi (1987), scenarist de asemenea
- Ultimul film, Moartea unui artist după piesa lui Horia Lovinescu a fost realizat în 1988.

### Actor
- Maiorul și moartea (1967)
- Răutăciosul adolescent (1969)
- Sfînta Tereza și diavolii (1972)
- Agentul straniu (1974)
- Actorul și sălbaticii (1975)
- Comedie fantastică (1975)
- Elixirul tinereții (1975)
- Cantemir (1975)
- Întoarcere la dragostea dintîi... (1981)
- Crucea de piatră (1994)

### Colaborări cu Televiziunea Română
”Bălcescu” după Camil Petrescu, Titanic Vals de Tudor Mușatescu, ”Pledoarie pentru un răzvrătit” de E. Robles etc.
În paralel a desfășurat și o activitate cinematografică: ”Cuibul de viespi”, de exemplu a fost singurul selecționat de partea americană și prezentat în cadrul Festivalului Institutului Internațional al Filmului de la Los Angeles în 1987, unde s-a bucurat de o atenție deosebită.

## Premii
1956 - Marele Premiu al Criticii Dramatice pentru spectacolul Domnișoara Nastasia de G. M. Zamfirescu la Teatrul Giulești
1957 - Premiul I pentru regie la Concursul republican al teatrelor dramatice - Inspectorul de poliție de J. B. Priestley, Teatrul Dramatic din Baia Mare
1958 - Premiul pentru cel mai bun spectacol și Premiul I pentru regie la Festivalul teatrelor dramatice - Baia de Maiakovski, Teatrul Giulești
1958 - Premiu al II-lea la același festival cu piesele: Cu Vlaicu și feciorii lui de L. Demetrius și Dansatoarea, gangsterul și necunoscutul de I. V. Bârlădeanu - ambele la Teatrul Municipal din București
1969 - Premiul pentru cel mai bun spectacol la Festivalul național de teatru cu piesa Coana Chirița după Vasile Alecsandri de Tudor Mușatescu, versiunea scenică Horea Popescu - la Teatrul Național București
1974 - Premiul al II-lea în Decada dramaturgiei originale pentru piesa Un fluture pe lampă de Paul Everac
1978 - Premiul criticii dramatice pentru cel mai bun spectacol al anului pentru spectacolul Generoasa Fundație
1979 - Marele Premiu al Festivalului de Teatru contemporan de la Brașov pentru același spectacol
1981- Premiul I pentru regie acordat de A.T.M. București pentru spectacolul Caligula de Albert Camus la Teatrul Național București
1987 - Premiul pentru întreaga activitate teatrală al revistei Flacăra
2003 - Premiul pentru întreaga activitate, acordat de UNITER

## Distincții
- Medalia Muncii (7 septembrie 1957) „pentru merite deosebite în activitatea artistică, cu prilejul împlinirii a 10 ani de la înființarea Teatrului Muncitoresc C.F.R.”[4]
- titlul de Artist Emerit al Republicii Populare Romîne (18 august 1964) „pentru merite deosebite în activitatea desfășurată în domeniul teatrului, muzicii, artelor plastice și cinematografiei”[5]
- Ordinul „Meritul Cultural” clasa a III-a (26 septembrie 1966) „pentru merite deosebite în activitatea literară, artistică și de răspîndire a culturii naționale, cu prilejul Centenarului Academiei Republicii Socialiste România”[6]

Ordinul Național „Serviciul credincios” în grad de cavaler, conferit de Președintele României cu ocazia împlinirii vârstei de 75 de ani, 2002.
Diploma pentru întreaga activitate în slujba teatrului și filmului românesc și pentru prezența excepțională în viața culturală a capitalei, acordată de Prefectura Municipiului București.
Cetățean de onoare al Municipiului București, titlu acordat de Consiliul General al Municipiului București, 2001.
Cetățean de onoare al Municipiului Zlatna.
Membru de onoare al Clubului UNESCO, acordat cu prilejul împlinirii a 50 de ani de „eminentă activitate în slujba teatrului și filmului românesc”.
Diploma de temerar „Samuel Damian” pentru „curajul, inteligența cu care promovează prietenia româno-americană”, New York, 1996.
Din 2021, Casa de cultură din Zlatna îi poartă numele.